# 德拉甘·喬維奇

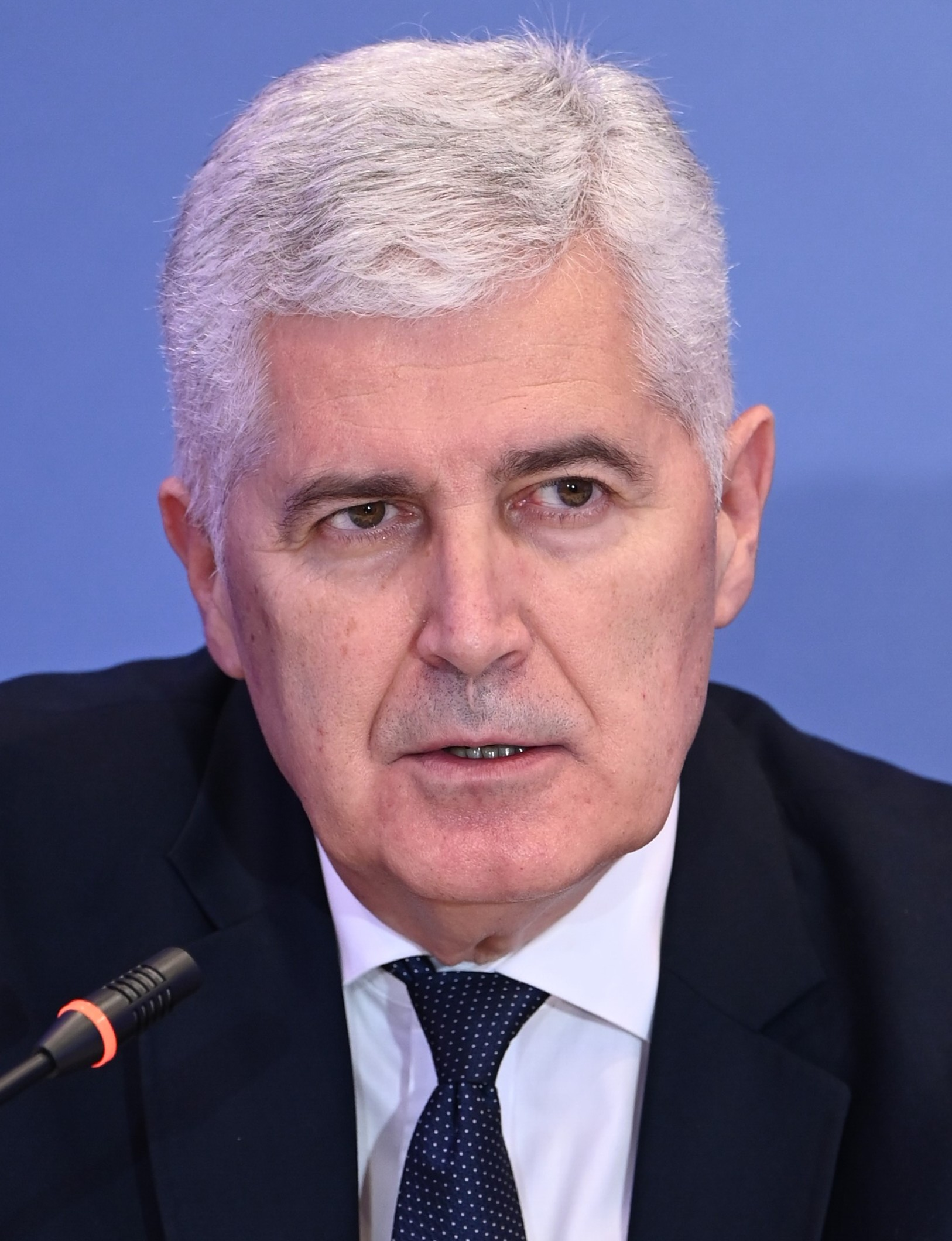

德拉甘·喬維奇（發音：[drǎgan t͡ʃǒːʋit͡ɕ]；1956年8月20日—）是一位波赫克羅埃西亞族政治家。他是波斯尼亚和黑塞哥维那克罗地亚族民主共同体黨魁。喬維奇在1994年加入波士尼亞赫塞哥維納克羅埃西亞民主聯盟，並在2013年-2018年間四度擔任該族於波斯尼亚和黑塞哥维那主席团的代表。